# Cann River
Cann River är ett vattendrag i Australien. Det ligger i delstaten Victoria, omkring 370 kilometer öster om delstatshuvudstaden Melbourne.
I omgivningarna runt Cann River växer i huvudsak städsegrön lövskog. Trakten runt Cann River är nära nog obefolkad, med mindre än två invånare per kvadratkilometer. Genomsnittlig årsnederbörd är 1 253 millimeter. Den regnigaste månaden är juni, med i genomsnitt 246 mm nederbörd, och den torraste är juli, med 62 mm nederbörd.